# Abraham ben Judah ibn Hayyim
Abraham ben Judah ibn Hayyim (bl. im 15. Jahrhundert) war ein portugiesischer Autor jüdischer Herkunft.
Ihm wird eine Abhandlung über die Herstellung von Farben und Gold zur Verwendung in der Buchmalerei zugeschrieben (Parma, Bib. Palatina, MS. De Rossi 945). Es ist das einzige erhaltene Buch dieser Art, das offenbar von einem Juden verfasst wurde. Der portugiesische Text ist mit hebräischen Buchstaben geschrieben. Eine dekorative Signatur von Abraham ibn Hayyim erscheint auf fol. 20r, und eine Inschrift von fol. 1r besagt, dass das Werk von ihm 1262 in Loulé geschrieben wurde. Der Autor soll demnach im 13. Jahrhundert gelebt haben, aber die Abhandlung wird heute allgemein als aus dem 15. Jahrhundert stammend betrachtet, als Portugal, insbesondere Lissabon, ein wichtiges Zentrum der hebräischen Buchmalerei war.
Es wird vermutet, dass Joseph ibn Hayyim, der Künstler, der die Kennicott-Bibel (1476; Oxford, Bodleian Lib., MS. Kenn. 1) illuminierte, Abrahams Sohn war.